# ناتئ عضلي للغضروف الهرمي
تتميز الزاوية الوحشية الموجودة في قاعدة الغضروف الهرمي (الغضروف الطرجهالي) بأنها مدورة، وبارزة، وقصيرة، تتجه لفتجاه الخلفي والوحشي، وتُدعى الناتئ العضلي للغضروف الهرمي، يعطي هذا الناتئ العضلي مرتكز للعضلة الحلقية الطرجهالية الخلفية من الناحية الخلفية للناتئ، ومرتكز للعضلة الحلقية الطرجهالية الوحشية من الناحية الأمامية للناتئ.